# Чернелівське заповідне урочище
Чернелівське — проектоване заповідне урочище. Розташоване на півночі від с. Чернелівка на Хмельниччині. Зарезервоване для наступного заповідання рішенням Хмельницького облвиконкому № 5 від 25.12.1997 року .

## Опис
Мальовнича місцевість з великим розмаїттям рослин. Виконує протиерозійні функції.
Площа — 61 га.